# Volica
Volica (ungarisch Ökröske – bis 1907 Volica, älter auch Volyica, russinisch Воліця/Wolizja)  ist eine Gemeinde im Nordosten der Slowakei mit 254 Einwohnern (Stand 31. Dezember 2024), die zum Okres Medzilaborce, einem Kreis des Prešovský kraj, gehört und in der traditionellen Landschaft Zemplín liegt.

## Geographie

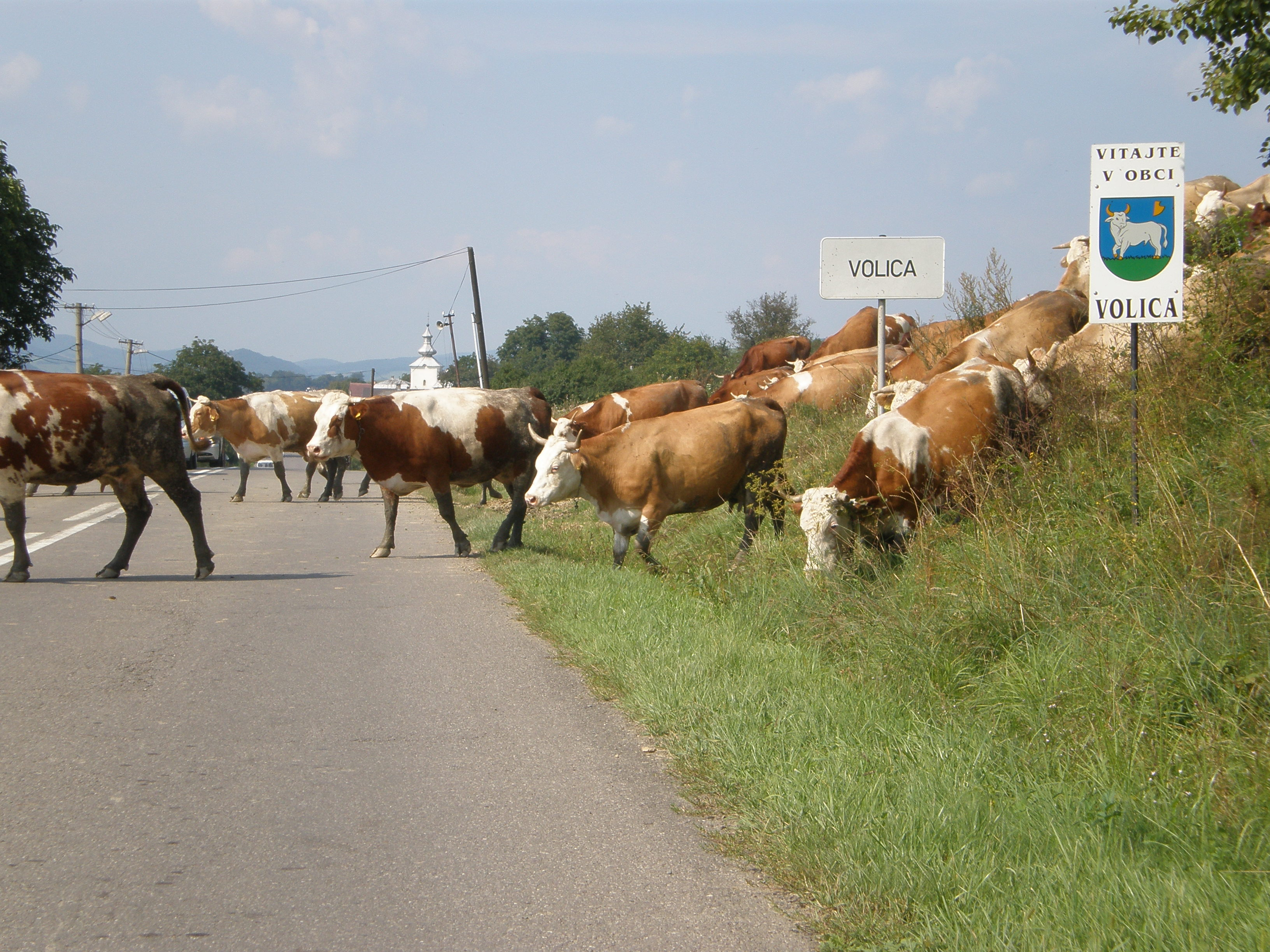
Rinderherde am Ortseingang

Die Gemeinde befindet sich in den Niederen Beskiden im Bergland Laborecká vrchovina, im Tal des Laborec. Das Ortszentrum liegt auf einer Höhe von 254 m n.m. und ist 15 Kilometer von Medzilaborce entfernt (Straßenentfernung).
Nachbargemeinden sind Čabiny im Westen und Norden, Zbudská Belá im Osten und Radvaň nad Laborcom im Süden.

## Geschichte

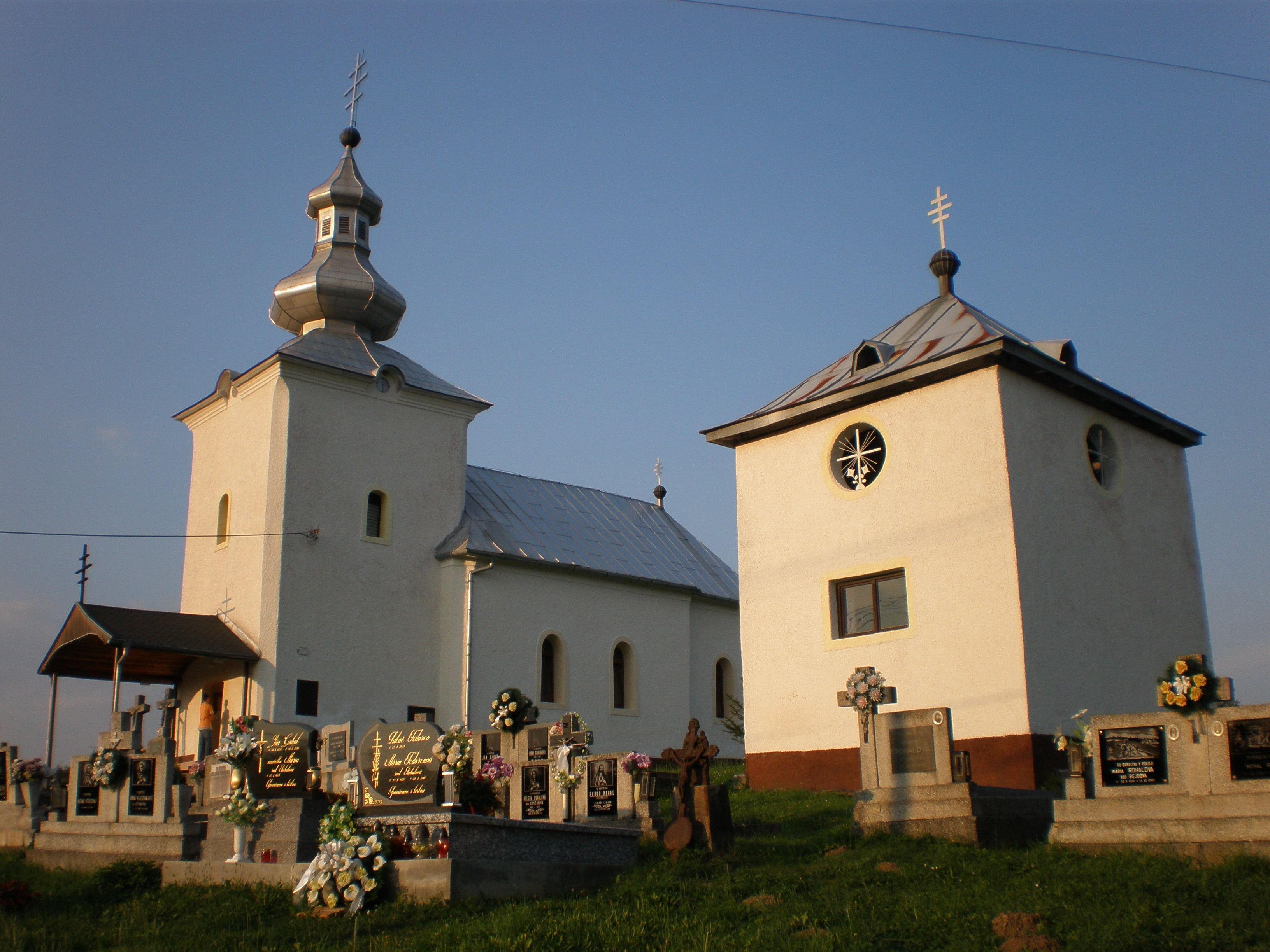
Griechisch-katholische Kirche und Glockenturm

Volica wurde zum ersten Mal 1405 als Wolycha (die Gemeinde gibt jedoch das Jahr der Ersterwähnung mit 1415 an) schriftlich erwähnt, weitere historische Bezeichnungen sind unter anderen Woylycza (1463) und Wolicza (1773). Das Dorf war zuerst Teil der Herrschaft von Großmichel. 1448 war Volica unbewohnt, nach einer Neubesiedlung wurden 1557 dreieinhalb Porta verzeichnet. Später war der Ort Besitz landadliger Familien, im 18. Jahrhundert der Familie Szirmay. 1715 gab es acht Haushalte. 1787 hatte die Ortschaft 30 Häuser und 232 Einwohner, 1828 zählte man 40 Häuser und 311 Einwohner, die als Landwirte und Waldarbeiter tätig waren.
Bis 1918 gehörte der im Komitat Semplin liegende Ort zum Königreich Ungarn und kam danach zur Tschechoslowakei beziehungsweise heute Slowakei. In der Zeit der ersten tschechoslowakischen Republik verblieb die Bevölkerung bei traditionellen Erwerbstätigkeiten. Nach dem Zweiten Weltkrieg pendelte ein Teil der Einwohner zur Arbeit in Industriebetriebe in der Umgebung, die Landwirte waren privat organisiert.

## Bevölkerung
| Jahr                | 1994 | 2004     | 2014    | 2024     |
| ------------------- | ---- | -------- | ------- | -------- |
| Anzahl der Personen | 366  | 326      | 298     | 254      |
| Unterschied         |      | −10,92 % | −8,58 % | −14,76 % |

| Jahr                | 2023 | 2024    |
| ------------------- | ---- | ------- |
| Anzahl der Personen | 259  | 254     |
| Unterschied         |      | −1,93 % |

Nach der Volkszählung 2011 wohnten in Volica 320 Einwohner, davon 154 Slowaken, 150 Russinen und ein Ukrainer. 15 Einwohner machten keine Angabe zur Ethnie.
248 Einwohner bekannten sich zur griechisch-katholischen Kirche, 23 Einwohner zur römisch-katholischen Kirche, 20 Einwohner zur orthodoxen Kirche und ein Einwohner zur Evangelischen Kirche A. B. Bei 28 Einwohnern wurde die Konfession nicht ermittelt.

## Bauwerke und Denkmäler
- griechisch-katholische Kirche Entschlafung der allheiligen Gottesgebärerin im klassizistischen Stil aus dem Jahr 1796, 1922 und 1954 erneuert[6]

## Verkehr
Durch Volica führt die Cesta II. triedy 559 („Straße 2. Ordnung“) von Humenné heraus und weiter nach Medzilaborce und Čertižné. Der Ort hat eine Haltestelle an der Bahnstrecke Michaľany–Łupków.